# Brachychiton discolor
Espèce
Classification phylogénétique
Brachychiton dicolor (nom commun en Australie : lacebark) est une espèce d'arbre de la famille des Sterculiaceae.

## Description
C'est un arbre plutôt fragile présent surtout dans la côte est de l'Australie, de taille moyenne (environ 20-30 mètres). Ses feuilles ont environ 100 à 150 mm de longueur et sont profondément lobées. Les grandes fleurs en forme de cloche sont généralement rose foncé et apparaissent en grappes à l'extrémité des branches. Les fleurs sont très spectaculaires et sont suivis par les capsules qui contiennent plusieurs grosses graines velues de couleur jaune.
Brachychiton discolor est répandu en culture et rustique dans une large gamme de climats, bien que sa croissance puisse être lente. Il est partiellement, voire complètement, caduc avant la floraison, comme Brachychiton acerifolius. Il tolère une large gamme de sols.
La propagation de la graine est relativement facile sans aucun prétraitement. Les graines sont entourées dans la capsule de poils irritants et il vaut mieux les cueillir avec des gants. La multiplication peut également être effectuée par greffage sur Brachychiton acerifolius ou Brachychiton populneus.